# Game Science
Game Science (кит. 游戏科学, пін. Yóuxì Kēxué) — китайська компанія з розробки та видавництва відеоігор, відома своєю першою міжнародно випущеною преміальною грою «Black Myth: Wukong». Головний офіс знаходиться в Шеньчжені з додатковим офісом у Ханчжоу.

## Бекґраунд
У 2014 році сім колишніх співробітників Tencent Games заснували Game Science у Шеньчжені. Раніше вони працювали над free-to-play MMORPG під назвою «Asura Online», яка базувалася на «Легенді про Укун», онлайн-романі, адаптованому з «Подорож на Захід».
«Game Science» випускала мобільні ігри, зокрема «100 Heroes» і «Art of War: Red Tides», перш ніж вирішила зосередитися на розробці Black Myth: Wukong у 2018 році. Рішення розробити AAA-гру прийшло після того, як стало зрозуміло, що користувачів Steam з Китаю більше, ніж з США. На той час у компанії було 13 співробітників. Команда розробників проекту переїхала з Шеньчженя до Ханчжоу через «повільніший темп і нижчу вартість життя».
У серпні 2020 року Game Science випустила перший трейлер «Black Myth: Wukong» як спосіб залучити більше талантів для компанії. На той час команда розробників гри налічувала 30 членів. Через те, що трейлер став вірусним, Game Science отримала понад 10 000 резюме. Деякі були з AAA-ігрових компаній з кандидатами навіть з-поза меж Китаю, які були готові подати заявку на китайську робочу візу за власний кошт. Через день після виходу трейлера біля дверей компанії з'явилися люди питаючи про роботу Команда розробників збільшилася до 140 співробітників відповідно до титрів гри.
«Hero Games» придбала 19 % акцій «Game Science» через свою дочірню компанію «Tianjin Hero Financial Holding Technology» у 2017 році, але продала частку в 2022 році. Як повідомлялося в березні 2021 року, «Tencent» збільшила свою частку в «Game Science» до 5 %. Вони мали на меті допомогти своїм колишнім співробітникам у деяких проектах, але зобов'язалися не втручатися в роботу та прийняття рішень «Game Science».
20 листопада 2023 року IGN опублікував статтю, у якій докладно розповідалося про ймовірні сексистські інциденти, пов'язані з компанією. Задокументовано, що його співзасновники робили коментарі в китайських соціальних мережах, які вважалися сексистськими. Крім того, було сказано, що компанія дотримувалася сексистської поведінки, наприклад, у 2015 році опублікувала кілька рекламних плакатів із непристойними зображеннями. Інші статті раніше також висвітлювали ці випадки, але називали їх випадками «відверто сексуального характеру». Статтю IGN розкритикувало гонконзьке ЗМІ «HK01», яке заявило, що приклади, наведені в статті, були неправильно перекладені та вирвані з контексту. Китайський веб-сайт відеоігор «GameLook» зазначив, що працівники Game Science, можливо, були незрілими та непристойними, але не женоненависниками чи сексистами, написавши, що їхні коментарі були вирвані з контексту, а людей ввели в оману. Також повідомлялося, що Кі Хун Чан, співавтор статті на IGN, опублікував постів на X із закликами не грати або піратити «Black Myth: Wukong», гру від Game Science, але видалив їхні зауваження. Game Science неодноразово вирішувала не відповідати на запитання щодо звіту.

## Ігри і продукти
| Year | Назва                 | китайською     | Піньїнь                  |
| ---- | --------------------- | -------------- | ------------------------ |
| 2015 | 100 Heroes            | 百將行         | Bǎi Jiāng Xíng           |
| 2016 | Art of War: Red Tides | 战争艺术：赤潮 | Zhànzhēng Yìshù: Chìcháo |
| 2024 | Black Myth: Wukong    | 黑神话：悟空   | Hēishénhuà: Wùkōng       |